# Leo Arndt

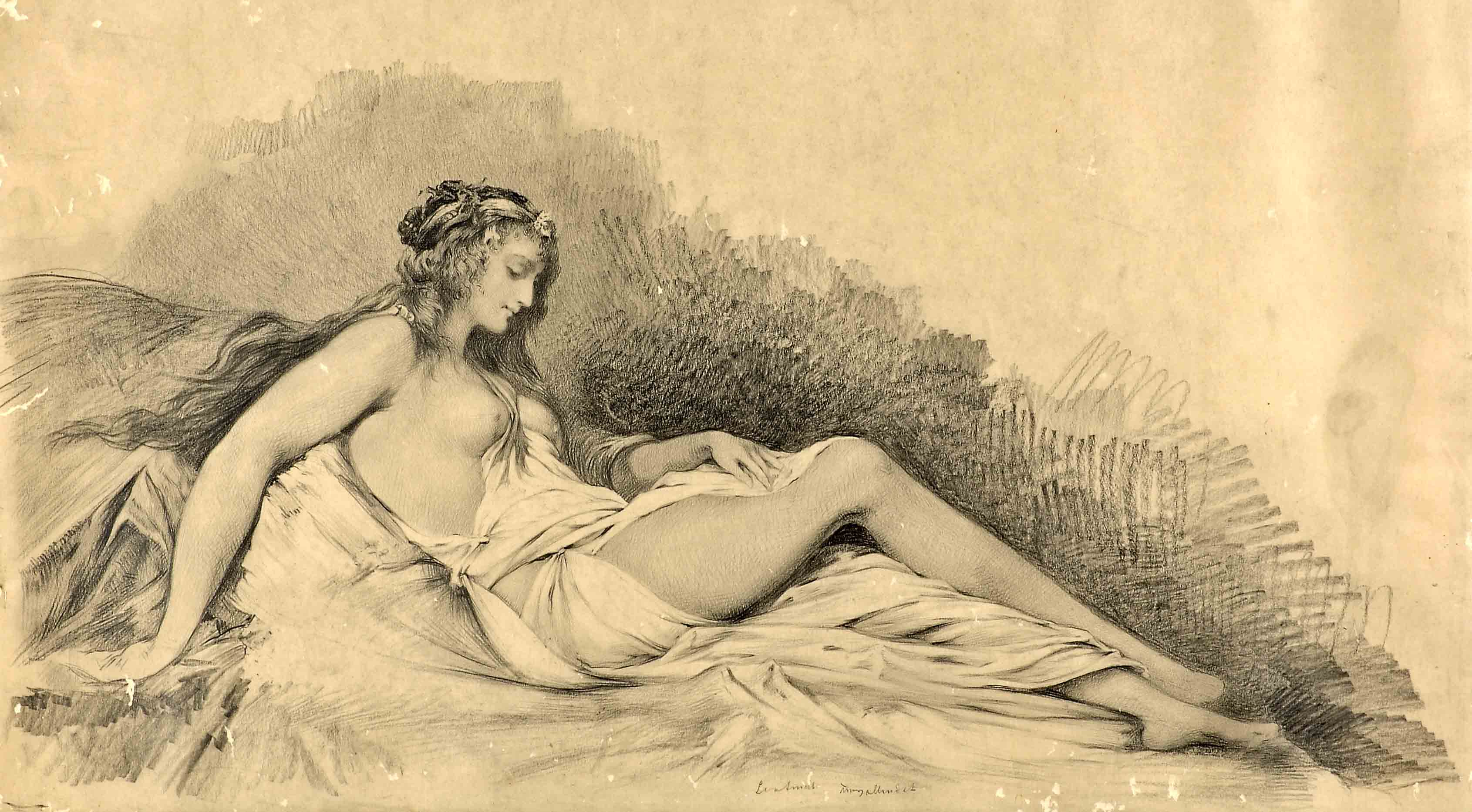
Frauenakt

W. Leo Arndt (* 6. November 1857 in Eilenburg; † 11. November 1945 in Berlin) war ein deutscher Illustrator und Radierer.

## Leben
Leo Arndt wurde in der preußischen Kreisstadt Eilenburg in der Provinz Sachsen geboren. Nach dem Besuch der Kunstakademie Leipzig und der Hochschulen für bildende Kunst in Berlin und Karlsruhe war Leo Arndt freischaffend als Illustrator und Radierer tätig. Zahlreiche seiner Radierungen, Zeichnungen und Genrebilder wurden in deutschen Museen ausgestellt. Während seiner Zeit in Sarajevo um 1900 gründete er u. a. gemeinsam mit dem Maler Maximilian Liebenwein und Johanna Kobilca und seinem Bruder, dem Maler Ewald Arndt, einen Malerclub.
Er war Mitglied des Berliner Künstler-Vereins, des Verbandes Deutscher Illustratoren und der früheren Vereinigung der Graphik sowie Mitglied des Kartells der bildenden Künstler.
Leo Arndt hatte sein Atelier in Berlin-Halensee, Johann-Georg-Straße 21/22. Er war seit 1894 in zweiter Ehe verheiratet mit Anna, geborene Möhle.